# Pterostichus parallelus
Pterostichus parallelus är en skalbaggsart som beskrevs av Victor Ivanovitsch Motschulsky. Pterostichus parallelus ingår i släktet Pterostichus och familjen jordlöpare. Inga underarter finns listade i Catalogue of Life.